# Rex (transatlantico)
Il Rex è stato un transatlantico italiano della società di navigazione Italia Flotte Riunite in servizio negli anni trenta.
Costruito nei cantieri navali Ansaldo di Genova Sestri Ponente, è noto principalmente per essere stato l'unico transatlantico italiano a detenere il Nastro Azzurro, dal 10 agosto 1933 al 3 giugno 1935, e per essere apparso nel film Amarcord di Federico Fellini.

## Caratteristiche
Il Rex presentava una stazza lorda di 51 062 tonnellate ed era caratterizzato da due fumaioli, bassi e larghi e colorati a strisce rosse, bianche e verdi, i colori del tricolore italiano, come in quegli anni era tipico sulle navi di linea italiane. Era un piroscafo, in quanto la propulsione era a vapore, fornita da dodici caldaie e quattro gruppi di turbine che muovevano quattro eliche a quattro pale di circa 5 metri di diametro. La potenza dichiarata sui dépliant Ansaldo era di 120 000 cavalli; in realtà la reale potenza della nave raggiungeva i 140 000 cavalli, dato che non fu divulgato per ragioni di mercato. Nelle intenzioni dei costruttori, doveva essere una nave dotata di tutto il lusso e tutte le comodità possibili, senza sacrificare efficienza e velocità; per la sua costruzione non furono lesinati né uomini né mezzi. L'intero progetto venne rivisto più volte e si decise anche di farlo esaminare dal cantiere tedesco che aveva costruito il Bremen e l'Europa, transatlantici considerati i migliori dell'epoca.
Il Rex rappresentava una delle massime espressioni della tecnologia nautica dell'epoca, con un livello qualitativo altissimo; si disse che le eliche erano così bilanciate da poter essere mosse da un solo uomo.
L'architetto milanese Enrico Monti, originario di Anzola d'Ossola, ammobiliò una trentina di navi, tra cui il Rex.

## Allestimenti ed interni
Il Rex venne impostato per essere una nave molto lussuosa, con stili rinascimentali e barocchi, per soddisfare i gusti della clientela italiana; ciò lo portò ad essere etichettato con il soprannome di "ultima nave palazzo" (tutte le navi che verranno varate successivamente saranno infatti decorate in stile art déco o simili). Gli arredamenti interni erano stati curati dallo studio Ducrot in collaborazione con l'architetto Enrico Monti e artisti quali Sigismondo Meyer, Pietro Gaudenzi, Mario Sironi, Galileo Chini, Adolfo Coppedè e Maryla Lednicka. Come da consuetudine nelle navi italiane, le grandi sale pubbliche erano situate una attigua all'altra, per dare un'idea di continuità. Il soggiorno principale era rivestito in mogano e pannelli di broccato rosso, con dei fregi lungo le pareti raffiguranti gli emblemi reali, e presentava dei candelabri in bronzo con coppe in onice e due riproduzioni di arazzi fiamminghi settecenteschi. Davanti al soggiorno vi era il salone delle feste, in stile barocco, con le pareti color verde chiaro o bianco e rivestite con specchi o con dei riquadri in foglia d'oro o di velluto ricamato, mentre il pavimento in marmi policromi era ricoperto da un tappeto persiano di 170 metri quadri. Lungo una parete vi era anche un palco che fungeva sia da teatro sia da cinema sonoro. Sempre sul ponte dei saloni vi era anche un grande bar, rivestito con fregi in mogano o bronzo, e una sala fumatori, con soffitto in legno di acero dipinto di bianco e pareti in noce e radica. Tutte queste stanze erano circondate dal giardino di bordo, con piante sia mediterranee sia esotiche. Sui ponti inferiori si trovavano la cappella e la sala da pranzo, estesa per 800 metri quadri, che presentava dei grandi pilastri in marmo verde e mobili laccati con toni rosso, ocra o oro antico. 
La nave vantava anche due piscine all'aperto, una di prima classe e una di classe turistica, dotate di scivoli e trampolini per i tuffi e bordi riempiti di sabbia per dare l'idea di essere sulla riviera italiana. A bordo del transatlantico furono installate anche terme e centri benessere e fu la prima nave al mondo ad avere dei letti per l’abbronzatura artificiale con lampade a raggi ultravioletti.

## Storia
Commissionato dalla Navigazione Generale Italiana ai Cantieri Navali Ansaldo di Sestri Ponente, la sua progettazione fu affidata all'ingegnere navale Achille Piazzai. La costruzione iniziò il 27 aprile 1930 ed il varo avvenne il 1º agosto 1931 alla presenza del re Vittorio Emanuele III e della regina Elena, che ne fu la madrina.
Il 22 settembre 1932 il Rex fu consegnato alla compagnia Italia Flotte Riunite, costituita da poco grazie alla fusione delle flotte delle società Navigazione Generale Italiana, Lloyd Sabaudo e Cosulich.
Il viaggio inaugurale iniziò il 27 settembre 1932, sulla rotta da Genova a New York, con a bordo 1 872 passeggeri, al comando del Comandante Superiore Francesco Tarabotto, originario di Lerici e proveniente da una famiglia di antica tradizione marinara del Borgo ligure. Durante il viaggio si ebbero dei problemi alla centrale elettrica di bordo che resero ingovernabile il timone, costringendo la nave a fermarsi due giorni a Gibilterra per attendere delle parti di ricambio, inviate con la motonave Vulcania (stessa compagnia), che alla fine non furono usate. La nave ripartì poi per New York usando tutti i generatori di emergenza. A causa di questo inconveniente alcuni passeggeri rinunciarono al viaggio e si recarono in Germania via ferrovia per imbarcarsi sul transatlantico Europa: quando giunsero a New York, però, scoprirono che il Rex era già arrivato.
Il Rex, che fu un autentico vanto nel mondo dell'Italia governata da Benito Mussolini, fu l'unica nave italiana a conquistare il Nastro Azzurro: nel 1933, con una velocità media di traversata di 28,92 nodi, strappò il record della più veloce traversata atlantica da est a ovest al transatlantico tedesco Bremen, gemello dell'Europa. Il viaggio del record iniziò alle ore 11:30 del 10 agosto 1933, quando la nave salpò da Genova alla volta di New York, sempre comandata da Francesco Tarabotto, e riuscì a percorrere le 3 181 miglia che separano Gibilterra dal faro di Ambrose in 4 giorni, 13 ore e 58 minuti. La massima distanza in un solo giorno fu di 736 miglia, alla velocità media di 30,6 nodi. Il Rex e il Conte di Savoia, più piccolo ma con arredamenti moderni, erano le uniche navi italiane in grado di competere con i grandi transatlantici britannici, tedeschi e francesi dell'epoca. Grazie a questa eccezionale impresa, Tarabotto fu insignito con il titolo onorifico di "Comandante Superiore" e dell'onorificenza di "Grande Ufficiale della Corona d'Italia" assieme al Direttore di Macchina Luigi Risso.
Il primato resistette fino al 3 giugno 1935, quando fu superato dal risultato ottenuto dal mastodontico transatlantico francese Normandie, di 79 280 tonnellate, al suo viaggio inaugurale agli ordini del comandante René Pugnet.
Dal 1932 al 1940 sulla nave furono imbarcati continuativamente un rabbino ed un cuoco kosher e la nave trasportò dai 30 000 ai 50 000 ebrei in fuga a causa delle persecuzioni ad opera dei regimi totalitari europei dell'epoca, i quali, partendo principalmente da Polonia e Germania, transitavano da Vienna (ove ottenevano i visti) e poi da Trieste arrivavano a Genova, ospitati dalla Chiesa cattolica per imbarcarsi sulla nave, diretti verso l'America.Dal 6 marzo 24 l'Equipaggio del REX è ricordato nel Giardino dei Giusti di Milano.
Nel luglio 1937 il Comandante Superiore Francesco Tarabotto, socio della Società Marittima di Mutuo Soccorso di Lerici, si ritirò in pensione per sopraggiunti limiti di età e cedette il comando del Rex al Comandante CLC Attilio Frugone, che fino a quel momento era stato il suo sostituto.
Il 5 maggio 1938 la nave, alla fonda nel golfo di Napoli, ospitò gli invitati di riguardo alla rassegna navale che si tenne in omaggio ad Adolf Hitler, in occasione della sua visita in Italia. Appena una settimana dopo, il 12 maggio 1938, il Rex venne intercettato a 1100 chilometri al largo della costa orientale degli Stati Uniti da tre prototipi di bombardieri Boeing B-17 Flying Fortress, che diedero in questo modo una dimostrazione della crescente capacità dell'USAF nella sorveglianza dei mari affidata alla US Navy..
Allo scoppio della seconda guerra mondiale, dopo che le navi inglesi, francesi e tedesche ebbero sospeso i servizi commerciali, il Rex divenne il più grande transatlantico ancora operativo per il trasporto di passeggeri nell'Atlantico. Nel maggio 1940, in previsione dell'entrata in guerra dell'Italia, fece il suo ultimo viaggio da e per New York, seppur fermato ripetutamente da navi militari francesi ed inglesi che controllavano gli elenchi dei passeggeri e della merce trasportata. Per proteggerlo dalle azioni belliche si decise di lasciarlo nel sicuro porto di Genova, ma dopo il bombardamento della città da parte della marina francese fu trasferito a Trieste. A seguito dell'armistizio del 1943 cadde in mano ai tedeschi, che lo utilizzarono come caserma, depredandolo degli arredi e dei macchinari smontabili, inviati con treni speciali a Vienna, Monaco e Berlino.

## Galleria d'immagini

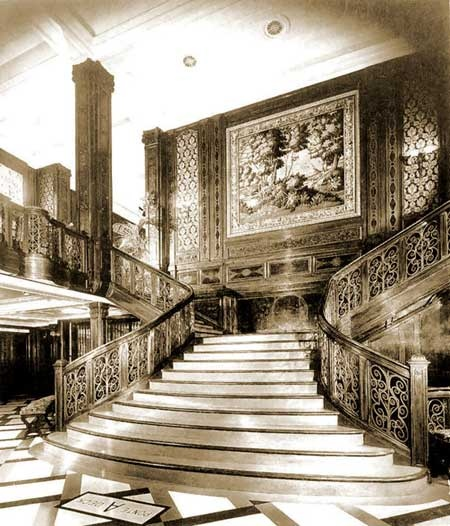
Scalinata del salone di prima classe
Salone
Ristorante
Ponte di comando
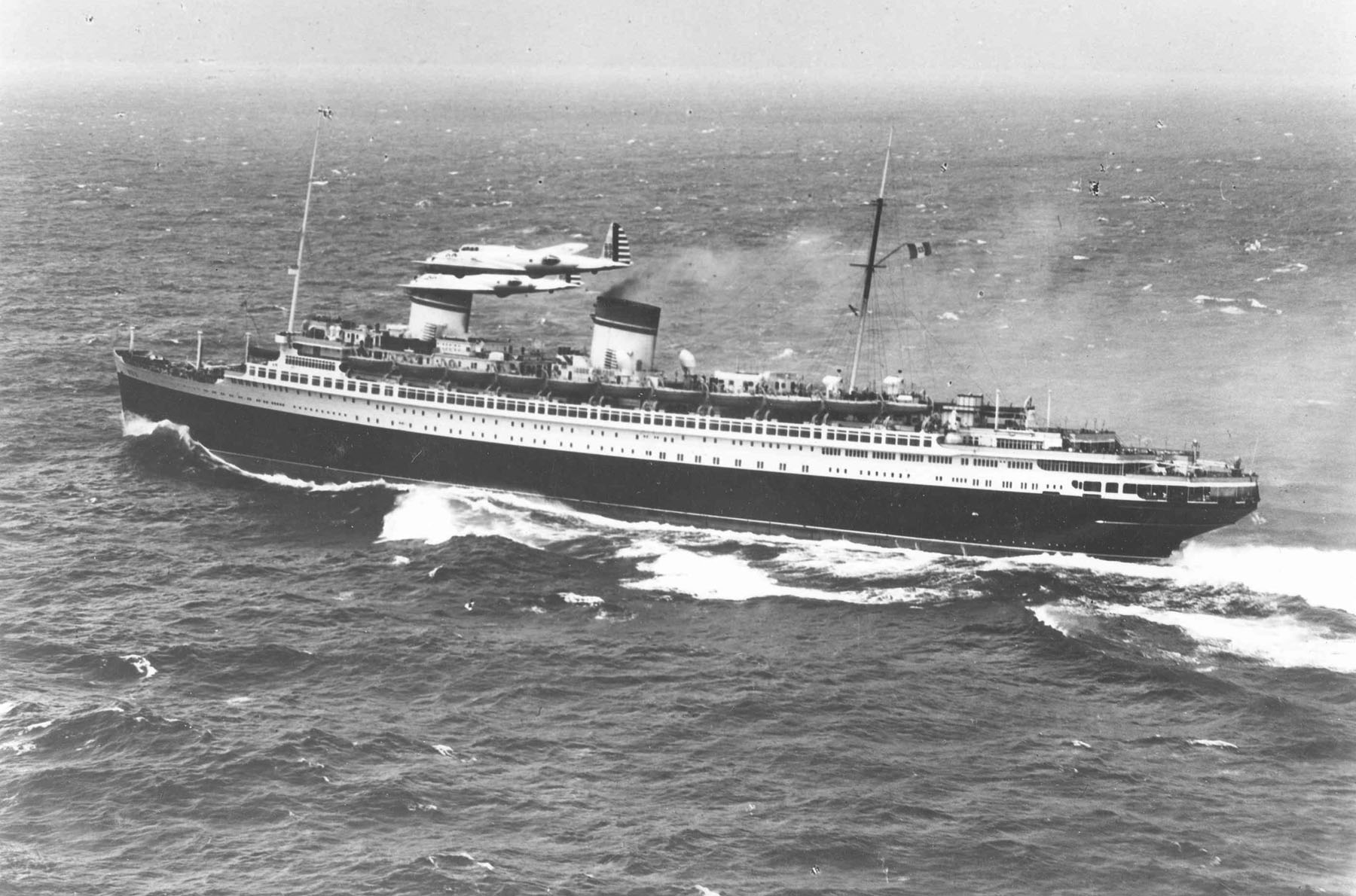
Il Rex intercettato da dei bombardieri americani B-17

## L'affondamento

Il relitto ancora fumante del Rex visto da Semedella

Il 5 settembre 1944, mentre si intensificavano i raid aerei della RAF su Trieste, i tedeschi decisero, per sicurezza, di spostare la nave nella più sicura baia di Capodistria. I due rimorchiatori che la trainavano, tuttavia, si avvicinarono troppo alla costa e ne provocarono l'incaglio tra Isola d'Istria e Capodistria (oggi in Slovenia). A seguito di una segnalazione dei partigiani jugoslavi, gli squadroni della RAF attaccarono la nave disarmata l'8 settembre 1944, sparandole contro 123 razzi, che, assieme ai serbatoi ausiliari sganciati dall'USAF, provocarono l'incendio del ponte. La RAF condusse poi un secondo attacco utilizzando dei siluri, che fecero inclinare la nave sul lato sinistro e la portarono all'affondamento, verificato da altri due velivoli inglesi. La RAF decorò con quattro medaglie i piloti che attaccarono per primi. Al termine del conflitto la nave rimase nelle acque territoriali jugoslave; una volta deciso che un eventuale recupero sarebbe stato troppo oneroso, fu demolita sul posto tra il 1947 e il 1958.

## Citazioni e riferimenti

Il Rex nella famosa scena del film Amarcord

Il Rex è protagonista di una celebre scena del film Amarcord di Federico Fellini, nella quale un gruppo di paesani ne osserva un passaggio notturno presso Rimini a bordo di piccole imbarcazioni ed un rappresentante del podestà locale augura buon viaggio alle persone a bordo inneggiando all'Italia. Tale scena è di pura fantasia, in quanto il Rex viaggiò sempre e solo tra Genova e New York e non svolse mai servizio nel Mare Adriatico, nel quale passò unicamente quando fu inviato a Trieste nel tentativo di metterlo al sicuro.
La ditta Zanussi ottenne dalla Società Italia la possibilità di usare il marchio Rex per i propri elettrodomestici più prestigiosi. Il nome del famoso transatlantico venne scelto per evocare l'immagine di un prodotto di alto livello (dal latino rex, "re").
Dopo la proclamazione dell'Impero, il 9 maggio 1936, la lira diviene l'unica valuta a corso legale dei territori dell'Africa Orientale Italiana. L'Istituto Poligrafico dello Stato viene incaricato di progettare le nuove banconote. Sul retro del taglio da 1000 lire, il più elevato per l'epoca, viene raffigurato il transatlantico in navigazione. La prova rimase tale e non fu mai realizzata.
La Società Marittima di Mutuo Soccorso di Lerici (fondata nel 1852), di cui il Comandante Tarabotto era socio e a cui dedicò il "Nastro Azzurro", negli anni ha organizzato innumerevoli iniziative in ricordo del Comandante e dell'Impresa, tra cui nel 2013 una mostra al castello di Lerici, numerosi convegni, apposto la targa sulla casa natale, richiedendo di dedicargli una piazza (2013).